# 東京都道145号立川国分寺線

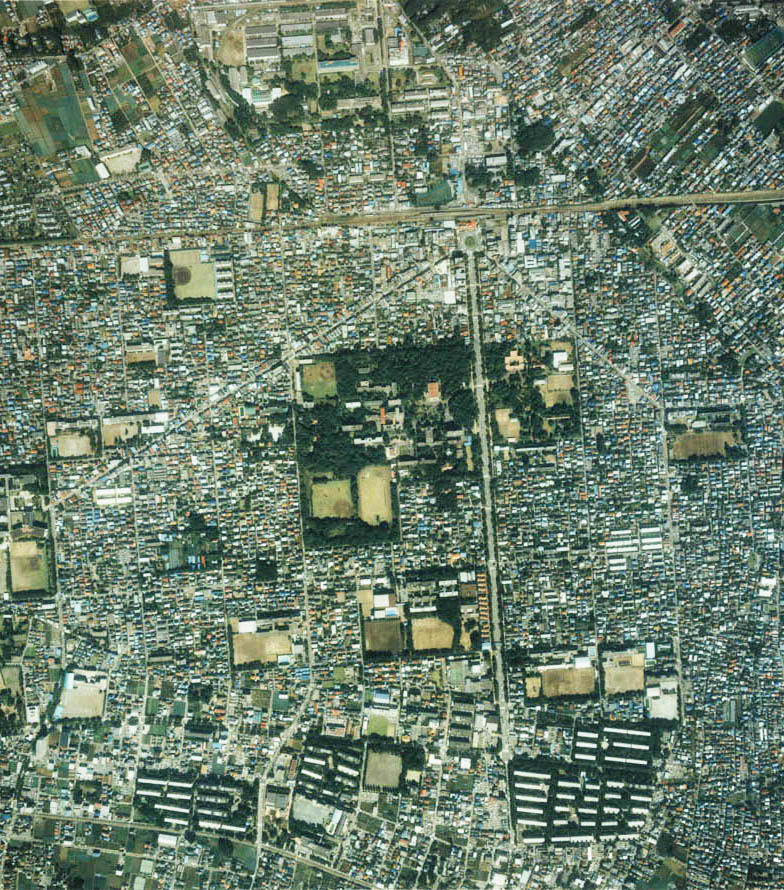
国立駅付近の航空写真。富士見通りと旭通りの区間はすべて見える。

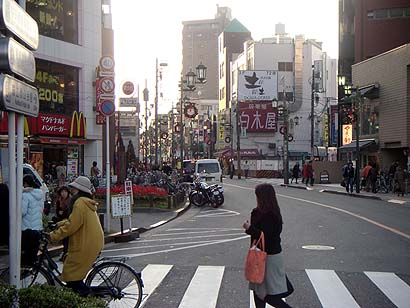
国立駅南口から富士見通りを見る

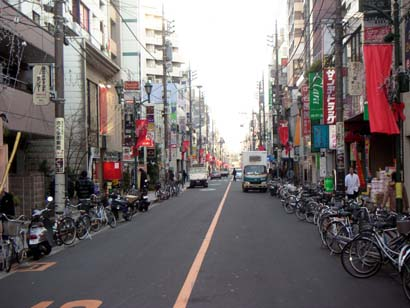
国立駅南口から旭通りを見る

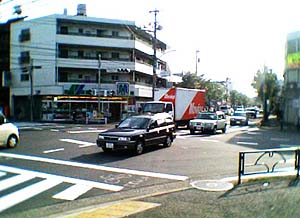
終点、本多5丁目交差点。右奥から来てこの交差点で終点である。

東京都道145号立川国分寺線（とうきょうとどう145ごう たちかわこくぶんじせん）は、東京都立川市と国分寺市を結ぶ一般都道である。

## 概要
- 陸上距離：6.186km（上位路線との重複区間を除く）
- 面積：64,884m2
- 起点：立川市東京都道16号立川所沢線交点（錦町1丁目交差点）
- 終点：国分寺市東京都道134号恋ヶ窪新田三鷹線交点（本多5丁目交差点）
- 通称
  - 富士見通り（の一部）（国立駅前までの直線区間）
  - 旭通り（国立駅前から（国立市）東2丁目交差点）
  - 多喜窪通り（東2丁目交差点から国分寺駅南口付近）
    - たまらん坂（多摩蘭坂）

  - 国分寺街道（東京都道133号小川山府中線との重複区間）

ほとんどの区間は大型車がなんとか速度を落とさずにすれ違える程度の幅の2車線道路であり住宅地の中を通るが、国立駅、国分寺駅ではそれぞれ駅前の商店街の中心となる道路となっている。また沿線には病院や学校などの公共施設も多い。国立市内の一部を除き路線バスの経路となっている。
起点から国立市に入るまでは商店の並ぶ中を通る。途中にはJR南武線の踏み切りがあるが相手がカーブ区間のため段差が大きい。羽衣町2丁目交差点を過ぎ国立市に入ると道幅は狭くなり富士見通りまでは一部が西行（終点から起点方向）の一方通行となっている。富士見通りと国立駅南口から先の旭通りは国立駅南口から放射状に伸びる3本の通りのうちの2本であり、それぞれ駅から南西と南東に伸びる。なお南に延びる中央の道が大学通り（東京都道146号国立停車場谷保線）である。
東2丁目交差点で斜め左に折れて多喜窪通りとなり、一旦国分寺市に入る。たまらん坂を登ると、新府中街道との交差点に出る。ここから府中市に入り東京都立多摩総合医療センター（旧東京都立府中病院）・東京都立小児総合医療センターの進入路との交差点を経て再度国分寺市に入りJR武蔵野線を高架でまたぐと府中街道との泉町交差点である。この区間は交通量も多く病院等もあることから、拡幅や右折レーン確保等の改良がなされたが、依然として停滞の発生する時間帯もある。
泉町交差点付近は開発された高層住宅と公園が目立つ。ここから一旦谷に降りて野川を渡り、再度登ると、前方に「OIOI」と記された駅ビル（セレオ国分寺）が現れ国分寺駅前に通じる商店街に入る。国分寺駅南口前（南口バスターミナル）を経てほぼ線路と平行に坂を下りると南町1丁目交差点である。ここを左に折れて国分寺街道（都道133号）と合流したままJR中央線のガードをくぐり、やや右方向に折れる。小金井市との境の並木道となって300mほど先の交差点が終点である。

## 通過する自治体
- 東京都
  - 立川市 - 国立市 - 府中市 - 国分寺市

## 重複区間
- 東京都道133号小川山府中線国分寺街道（南町二丁目交差点 - 終点）（上位路線）

## 交差・接続する道路
- 東京都道16号立川所沢線（立川通り）：錦町1丁目交差点
- 東京都道43号立川東大和線：羽衣町2丁目交差点
- 東京都道146号国立停車場谷保線（大学通り）：国立駅南口交差点
- 多摩南北道路（新府中街道）：府中市武蔵台
- 東京都道17号所沢府中線（府中街道）：国分寺市泉町
- 東京都道133号小川山府中線（国分寺街道）：国分寺市南町1丁目交差点
- 東京都道133号小川山府中線（国分寺街道）：終点
- 東京都道134号恋ヶ窪新田三鷹線（連雀通り）：終点

## 主な施設
- 健生会ふれあい相互病院
- 西国立駅
- 国立音楽大学附属中学校・高等学校
- 国立駅
- 根岸病院
- 武蔵台特別支援学校
- 東京都立多摩総合医療センター（東京ER・府中）
- 西国分寺駅
- 武蔵国分寺公園
- 国分寺
  - 武蔵国分寺跡
- 国分寺駅